# Головач, Анатолий Варфоломеевич
Анато́лий Варфоломе́евич Голова́ч (укр. Анатолій Варфоломійович Головач; 23 декабря 1930, Днепропетровск — 18 августа 2019, Киев) — советский и украинский экономист, доктор экономических наук, профессор кафедры статистики Киевского национального экономического университета, академик Академии наук Высшей школы Украины.

## Биография
Родился 23 декабря 1930 года в Днепропетровске в семье педагогов. Во время войны, когда семья находилась в эвакуации, подростком работал на сельскохозяйственных работах наравне со взрослыми.
В 1952 году окончил с отличием Всесоюзный Институт советской торговли по специальности «экономист».
С 1950 года работал референтом Института экономики Академии наук УССР. В 1952—1954 годах — в Госплане Совета Министров УССР, в 1954—1965 годах — в Научно-исследовательском институте торговли и общественного питания. В 1961 году защитил кандидатскую диссертацию, а через три года получил звание старшего научного сотрудника. С 1965 года работал в Киевском национальном экономическом университете, где занимал должности доцента, заведующего кафедрой, профессора кафедры статистики. Почти 45 лет Головач работал в этом учебном заведении. В 1973 году защитил докторскую диссертацию, а в следующем году получил звание профессора. В течение почти 20 лет он возглавлял кафедру статистики. В работе проявил организаторские способности, инициативность, энергичность, гуманность и порядочность.
Анатолий Головач умер на 89-м году жизни, 18 августа 2019 года.

## Научная деятельность
На основе фундаментальных исследований в области теории статистики и опыта практической работы А. В. Головач стал первопроходцем в области прикладной статистики экономического направления, главной целью которой является построение статистического обеспечения управления экономикой. Сформировал теоретико-методологические основы банковской и прикладной статистики, а также курс «Статистическое обеспечение управления экономикой», по которым в 2001—2005 годах изданы учебные пособия.
А. В. Головач — автор четырёх монографий, семи учебников и учебных пособий, более ста проблемных статей в известных профессиональных изданиях Украины и за рубежом.
Он начал деятельность проблемных лабораторий в университете. В частности, на кафедре статистики под его руководством была создана лаборатория Министерства образования Украины по анализу и планированию потребности экономики в специалистах с высшим образованием. Результатом этих исследований стал фундаментальный анализ и прогноз потребности в специалистах Минвуза Украины. В течение многих лет планирования набора студентов разных специальностей осуществлялось Минвузом с учётом рекомендаций, изложенных в монографии «Экономико-статистический анализ и прогнозирование потребности народного хозяйства в специалистах» и других научно-практических работах, изданных в конце 1990-х годов под руководством А. В. Головача.

## Педагогическая деятельность
Под руководством Анатолия Головача подготовлено 20 учёных высокого уровня. Ученики Анатолия Головача успешно работают в высших учебных заведениях, научно-исследовательских институтах, органах государственного управления, в том числе в системе Госстата Украины.
В течение длительного времени А. В. Головач возглавлял работу специализированного учёного совета Киевского национального экономического университета и был членом специализированного учёного совета Киевского национального торгово-экономического университета.

## Труды
- Критерии математической статистики в экономических исследованиях. Москва, 1973 (соавт.);
- Экономико-статистический анализ потребления и спроса. К., 1978 (соавт.);
- Экономико-статистический анализ и прогнозирование народного хозяйства в специалистах. К., 1985 (соавт.);
- Статистика банківської діяльності. К., 1999 (соавт.);
- Банківська статистика. К., 1999 (соавт.);
- Статистика. К., 2002 (соавт.);
- Статистичне забезпечення управління економікою: прикладна статистика. К., 2005 (соавт.).